# Isolation (película)
Isolation es una película estadounidense de acción y suspenso de 2015, dirigida por Shane Dax Taylor, que a su vez la escribió junto a Chad Law, musicalizada por Ben Lovett, en la fotografía estuvo John Matysiak y los protagonistas son Dominic Purcell, Tricia Helfer, Luke Mably y Marie Avgeropoulos. El filme fue realizado por Hollywood Media Bridge y Racer Entertainment; se estrenó el 31 de octubre de 2015.

## Sinopsis
Una pareja pasa sus vacaciones en una isla lejana en las Bahamas, pero hay un problema, son el siguiente objetivo de un grupo de piratas.

## Reparto
- Dominic Purcell - Max
- Tricia Helfer - Lydia Masterson
- Luke Mably - Creighton Masterson
- Marie Avgeropoulos - Nina
- Stephen Lang - William
- Claudia Church - Mary
- Chelsea Edmundson - Kinsey